# Colom missatger alcista
Una Colom missatger alcista (en anglès: Bullish Homing Pigeon) és un patró d'espelmes japoneses format per dues espelmes que indica un possible esgotament o canvi en la tendència baixista. Després d'aquest patró normalment s'entra en fase de congestió.

## Criteri de reconeixement
1. La tendència prèvia és baixista
2. Es forma una gran espelma negra
3. L'endemà es forma una espelma negra el cos de la qual queda totalment embolcallat per l'anterior
4. No és significatiu que les ombres superior i inferior també quedin embolcallades, per bé que és preferible

## Explicació
En un context de tendència baixista perllongada la gran espelma negra apunta cap a la continuació de la tendència, però la segon negra indica disparitat i manca de força.

## Factors importants
La fiabilitat d'aquest patró rau, més que en un canvi de tendència, en el fet que posteriorment s'entri en una fase de congestió o mercat lateral. No hi ha força per continuar baixant, però sembla que els bulls puguin agafar el relleu immediatament. Només si el tercer dia s'obrís amb gap alcista, es trenqués una tendència o es formés una gran espelma blanca amb tancament superior es podria produir un canvi de tendència.